# ソユーズ20号
ソユーズ20号（Soyuz 20、ロシア語: Союз 20）は、1975年にソビエト連邦によって打ち上げられた無人宇宙飛行である。ソユーズ宇宙船をサリュート4号にドッキングさせて長期間滞在が行われ、様々な条件の下で搭載機器の試験が行われた。また生物学試験のペイロードも運搬され、生きた生物が宇宙空間に3か月間晒された。
ソユーズ20号は、1976年2月16日に回収された。

## ミッションパラメータ
- 質量:6,570kg
- 近点:177km
- 遠点:251km
- 軌道傾斜角:51.6°
- 軌道周期:89.1分